# هایدنتور
هایدنتور (انگلیسی: Heidentor)، که به عنوان دروازه هیتنز یا دروازه شرک نیز شناخته می‌شود، ویرانه ای نیمه بازسازی شده از یک چارتاق پیروزی امپراتوری روم است که در شهر دژ مانند در کارنونتوم اتریش کنونی، واقع شده است.
این تاق در اصل چاربرجی بوده که تنها یکی از تاق‌های چارتاق آن برجای مانده است.

## تاریخچه

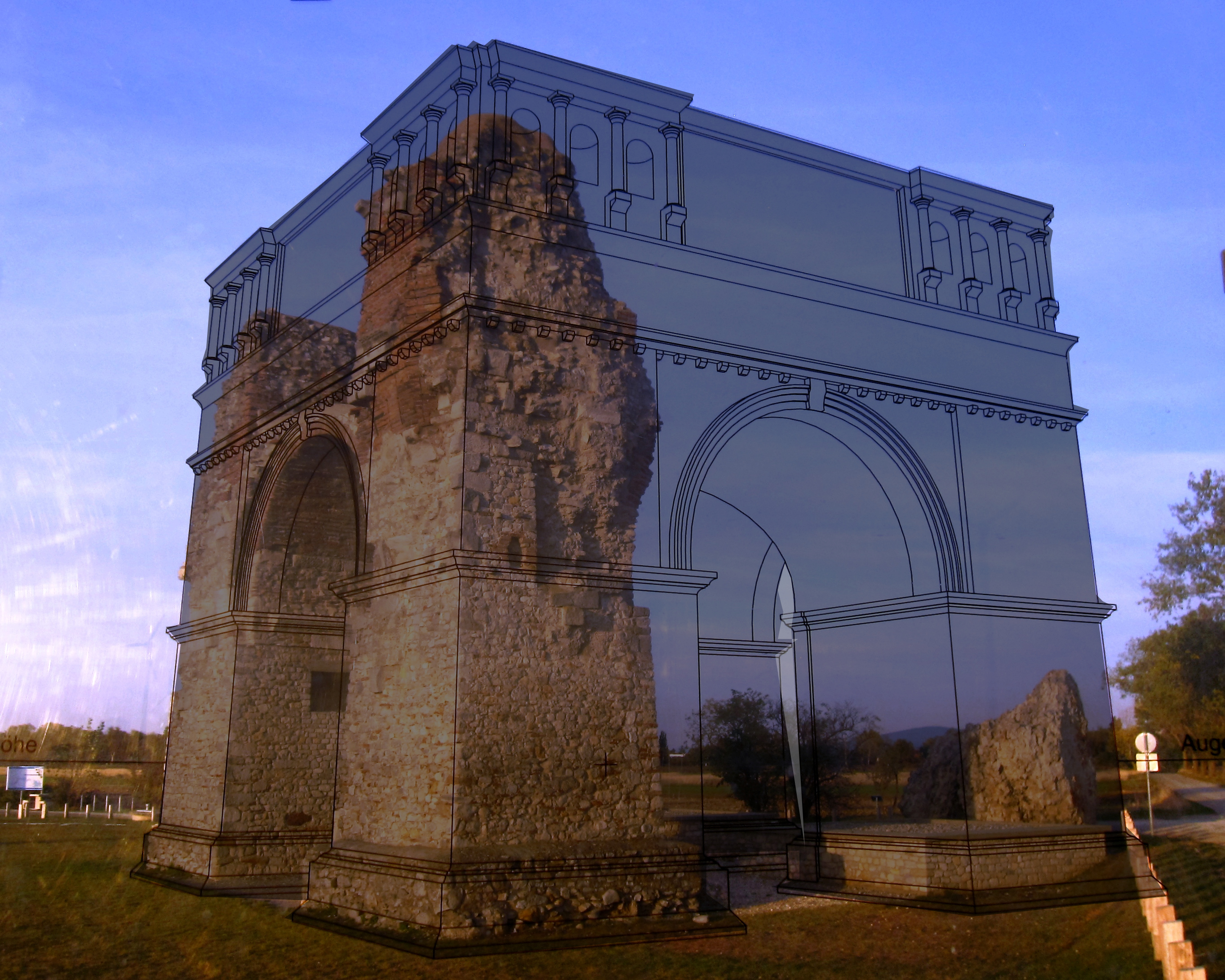
نمایه‌ای پنداری که بر روی ویرانه کنونی انگاشته شده است.

این طق در نزدیکی ۹۰۰ متری جنوب مرکز کارنونتوم، شهر رومی سابق با شماری حدود ۵۰۰۰۰ نفر، همراه با نیروهای لژیونری آن، واقع شده است. این بنا چهار بری بود که احتمالاً از چهار تاق تشکیل شده و تخمین زده می‌شود که در زمان امپراتوری کنستانتیوس دوم (۳۵۱–۳۶۱) ساخته شده‌باشد.
این چاربرجی‌ها اغلب برای جشن گرفتن پیروزی‌ها توسط ارتش محلی ساخته می‌شدند.
هرنما از این سازه احتمالاً ۱۴٫۵ متر عرض داشتند.
ستون مرکزی طاق به گمان مجسمه یک از خدایان یا امپراتوری را در خود جای داده بود.
مردم محلی در قرن‌های پسین از این بنا به عنوان دروازه‌ای برای این شهر تاریخی رومی بهره‌بردند.

## بیشتر بخوانید..
- فهرست تاق‌های پیروزی رومی

## بن‌مایه
1. ↑  Official Carnuntum site بایگانی‌شده  در ۱۵ اوت ۲۰۲۲ توسط Wayback Machine.